# Lettische Badmintonmeisterschaft 2016
Die Lettische Badmintonmeisterschaft 2016 fand vom 6. bis zum 7. Februar 2016 in Valka statt.

## Medaillengewinner
| Disziplin    | Gold                                   | Silber                                 | Bronze                        |
| ------------ | -------------------------------------- | -------------------------------------- | ----------------------------- |
| Herreneinzel | Niks Podosinoviks                      | Reinis Krauklis                        | Kristaps Jānis Gulbis         |
| Dameneinzel  | Kristīne Šefere                        | Jekaterina Romanova                    | Liāna Lenceviča               |
| Herrendoppel | Kristaps Jānis Gulbis Teodors Kerimovs | Kristaps Kalniņš Niks Podosinoviks     | Edijs Līviņš Toms Preinbergs  |
| Damendoppel  | Aija Pope Kristīne Šefere              | Liāna Lenceviča Jekaterina Romanova    | Grieta Jermacane Anita Švalbe |
| Mixed        | Niks Podosinoviks Kristīne Šefere      | Guntis Lavrinovičs Jekaterina Romanova | Reinis Krauklis Aija Pope     |